# 胡振中

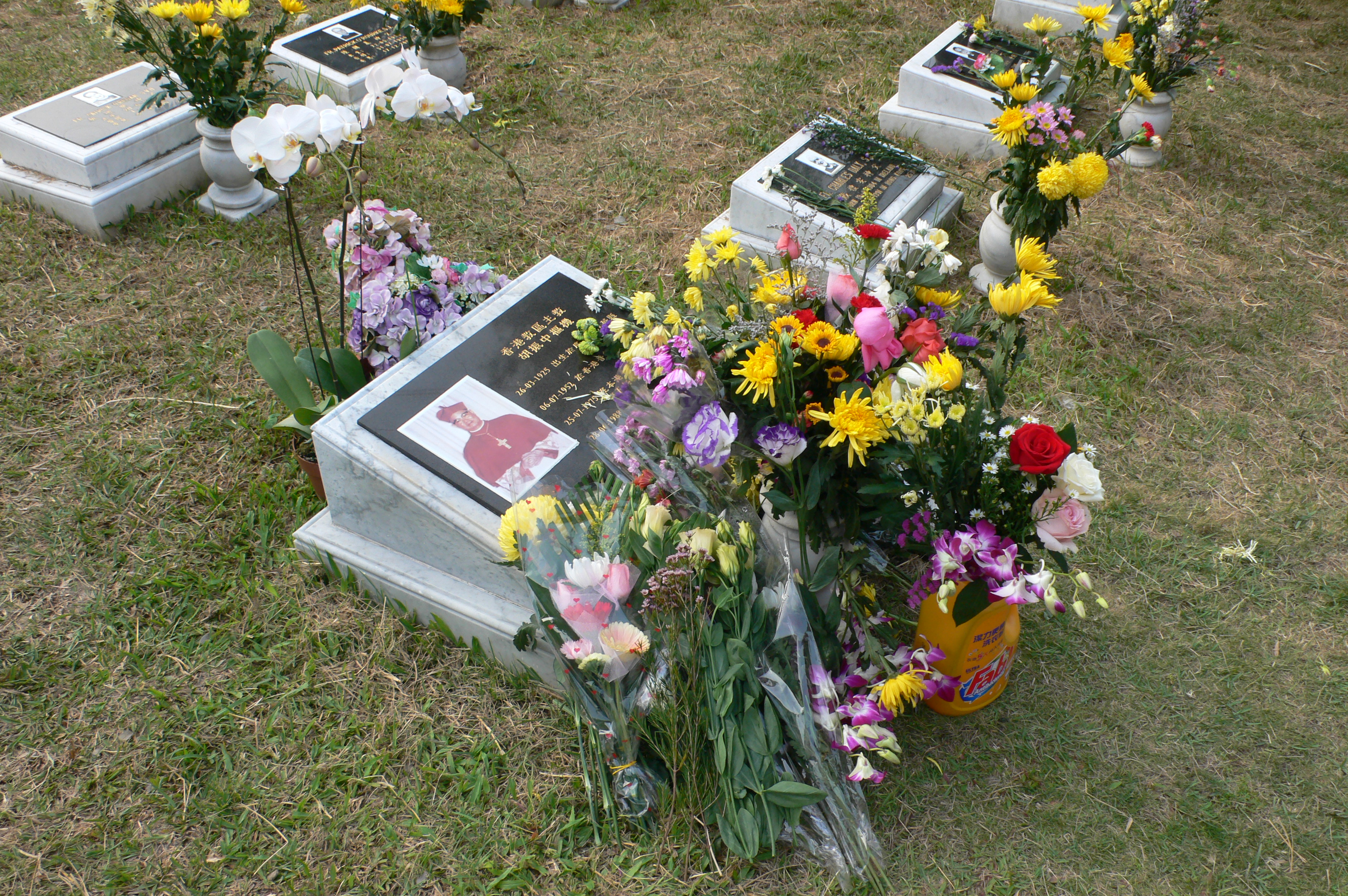
香港、跑馬地の聖ミカエル墓地にある墓

胡振中（こ しんちゅう、広東語：ウー・チャンチョン、英語：John Wu Cheng-Chung、1925年3月26日 - 2002年9月23日）は、香港のカトリック司教、枢機卿。1975年から2002年に亡くなるまでカトリック香港司教を務めた。

## 生涯
中華民国広東省五華県河口郷に生まれた。出生地の教会で洗礼を受け、1940年に当地の修道院に進んで中学校の教育を受けた。1946年8月に香港仔の華南大神学校で哲学と神学を専攻した。1953年7月にローマに行き、ウルバノ大学で教会法を専攻し、1956年6月23日に優れた成績で教会法の博士号を取得した。その博士論文の題名は「舉行婚配特殊情況的法規」（結婚を挙げる特殊な状況の規則）であった。
1952年7月6日に香港カテドラル（en:Cathedral of the Immaculate Conception）で司祭に叙階され、それから九龍東頭村で難民センターの仕事をした。1956年から1957年まで、まずアメリカのニューヨーク、ボストンおよびシカゴの3つの大司教区事務局で実習してから、中華民国（台湾）の新竹教区苗栗県の教会に着任した。
1975年4月5日に教皇パウロ6世から、逝去した李宏基司教の後任となる第5代香港教区司教に指名され、同年7月25日に司教叙階を受けて着座した。1988年5月29日には、教皇ヨハネ・パウロ2世により枢機卿に任命され、香港で初の枢機卿となった。枢機卿任命後に教皇庁福音宣教省、広報評議会と典礼秘跡省のメンバーとなった。
2002年に、骨髓癌により香港島のクイーンメリー病院で死去。77歳没。香港司教はその後陳日君に引き継がれた。

## 政治・社会について
英中共同声明の署名を受けて、彼は1984年8月15日に司教の立場で声明を発表し、共同声明および香港基本法がそれぞれ宗教信仰の自由の保証を明文化することを希望した。1989年7月11日には天安門事件に応え、全世界の司教に宛てて彼らに中国が法治主義および民主主義を推し進めることと、香港の前途およびベトナムのボートピープル等の問題に関心を寄せることを呼びかけた。外にも、毎回の各級の議会選挙では、信徒に積極的な参加を呼びかけた。
1999年6月6日、彼は牧函を発表して香港人が本土で出生した子供の香港居住権を支持し、香港特別区政府が全国人大常委会に基本法の解釈を尋ねるやりかた批判した。そして、「香港人に本土の人に対する拒絶を引き起こし、…香港人の家庭の基礎を揺るがせ、中央が推行する『一国二制度、高度な自治』の承諾に疑いを起こさせ、国際的な香港に対する信頼を損なう…」という憂慮を表明した。

## 事件
2002年にサウスチャイナ・モーニング・ポストは、彼の香港司教在任期間に、全部で3人の聖職者が児童に性犯罪をしたと報道したが、教区はただ関係者に対して内部の処分をして警察に通報せず、別に被害者に対して賠償をした。それ故、知っていながら報告せず司法の公正を妨げたという質疑をかけられることになった。教区はその後、同類の性犯罪事件が再び発生するのを防止するために専門グループを成立させた。